# Хмелева (Івано-Франківська область)
Хмелева́ — село в Україні, у Чернелицькій селищній громаді Коломийського району Івано-Франківської області.

## Географія
Адміністративно належить до Чернелицької селищної громади, етнографічно — до регіону Покуття.
На протилежному (лівому) березі Дністра розташоване однойменне село Хмелева Тернопільської області. Для того, щоби розрізняти поселення, у поточному мовленні вживають назви: Хмелева Городенківська, Покутська, Франківська, Правобережна, Долішня (на правому березі) та Хмелева Заліщицька, Подільська, Тернопільська, Лівобережна, Горішня (на лівому). Умовним кордоном між однойменними селами є ріка Дністер.
Відстань до найближчих населених пунктів Івано-Франківської області: Чернелиця — 7 км, Кунисівці і Вільхівці — 10 км, Копачинці (Копаченці) — 11 км, Дубка — 12 км. До м. Городенка — 30 км, до м. Коломия — 80 км, до обласного центру — 105 км.
Відстань до найближчих населених пунктів Тернопільської області: с. Хмелева — 1,5 км, Свершківці — 2,5 км, Дорогичівка, Литячі, Берем'яни — 5 км, Товсте — 40 км, Чортків — 60 км (через Устечко та Товсте). До м. Тернопіль — 140 км (через смт Товсте, м. Чортків, м. Теребовля).
Відстань до м. Чернівці — 92 км.
На сучасних картах часто помилково позначено автомобільний міст через Дністер, який нібито з'єднує Хмелеву Івано-Франківської області та Хмелеву Тернопільської області. Насправді мосту тут нема й ніколи не було. Доїхати в Хмелеву (івано-франківську) з боку Тернопільської області можна через міст біля села Устечко в напрямку селища Чернелиця.
Хмелева Покутська розташована на території природного заповідника «Дністровський каньйон» (у долині Дністра, на пологих схилах каньйону). Тут мальовнича природа, м'який теплий клімат, багата флора та фауна. У навколишній місцевості є цікаві пам'ятки геології, історії, археології та культури.
На околицях села ростуть листяні ліси (дуб, граб, ясен, липа, береза, шипшина, терен, ліщина, ґлід, інші дерева та кущі. Багатими на рослинність є схили Дністровського каньйону, прибережні луки та поля (горицвіт, сон великий, ковила, первоцвіт, ясенець білий, мигдаль степовий, ромашка лікарська, молодило руське тощо).
Дністер дугою омиває Хмелеву, утворюючи півострів. Це добре видно, якщо піднятися на пагорб Щовб гори Причіва (Хмелівська Стінка, Червона гора), яка височіє над поселенням на лівому березі річки.
На вершині гори, розташованої між Хмелевою та с. Свершківці, крізь товщу білого каменю пробивається джерело. У мешканців навколишніх сіл його вода вважається надзвичайно помічною та корисною.
Біля Хмелеви, на лівому березі Дністра до 1940-х рр. були виноградники та винарня. З місцевого винограду виготовляли соки та вино, які йшли на продаж. У радянський період виноградники були знищені. Згодом на полі над Дністром вирощували помідори, огірки, цибулю й інші овочі.

## Загальна характеристика села
Населення — менше 300 осіб. За етнічним складом всі вважають себе українцями. Найпоширеніші прізвища: Лаврів, Давимука, Кловатий, Харук, Головецький, Нагірний, Випасняк, Василик.
Спілкуються мешканці села покутським діалектом. Старші люди користуються «місцевим часом», не переводячи годинники на літній чи зимовий.
Переважна більшість мешканців працює у приватних господарствах, частина — на будівництві, у сфері послуг і на різних сільськогосподарських роботах. Деякі хмелівчани влаштувались на роботу в країнах Євросоюзу.
У селі діяла школа-садок (1-4 клас) до 2017 року, клуб, бібліотека, медпункт, два магазини, туристичний комплекс. Також при бібліотеці діє музей, створений бібліотекарем Галиною Лаврів, у якому представлені різноманітні варіанти стародавньої покутської вишивки.
У селі є 5 вулиць, які крім офіційних назв (Незалежності, І.Франка, Т.Шевченка, Л.Українки, Дністровська), мають народні назви: Коржівка (Попри Церкву), Нагорінка, Цісарська, Семенівка, Долина.
У селі зафіксовано понад 60 топонімів: Горобки, Залужки, Березина, Дикунок, Сага, Котовиці, Чубури, Согрудок, Зарваниці, Рідке, Корчованка, Причіва, Сутки, Шкулко, Підпічірі, Каминовачка, Щовб, Пужєрниці, Козацький Брід, Жидівський Ліс, Панське Пійло, Червона гора, Загінский Провал та інші.
Майже всі сільські будинки стоять вікнами на південь. Від початку виникнення села хати будували з глини (інколи з дерева, каменю), використовуючи для кріплення дерев'яні стовпи. Дах робили зі солом'яних снопів. Тепер житлові будинки та господарські споруди збудовані з цегли та каменю, покриті бляхою та шифером. В селі збереглися старі кам'яні мури та елементи покутського архітектурного стилю.

## Історія

### Від праісторичних часів до козацьких
Хоча наукові археологічні дослідження у Хмелеві не проводились, проте підйомний археологічний матеріал (оброблені вручну кременеві пластини, скребачки, проколки, камені-нуклеуси) підтверджують, що люди селилися тут декілька тисяч років тому.
Поселення племен трипільської культури (5-3 тис. до н. е.) відкриті в сусідніх селах Чернелиця та Кунисівці.
Одним із перших поселенців, про якого згадує історичний документ (1447), був Іоан (Іван) Хмель — Johann Chmiel. Згідно з місцевим переказом, він збудував на березі Дністра дерев'яну хатину, розчистив невелику лісову ділянку для обробітку землі та почав господарювати. На запитання подорожніх «Чия це земля?» відповідали: «Хмелева».
Ще одне село під назвою «Хмелева» є у Золочівському районі Львівської області.
Хмелева (Городенківського району) вперше згадується 1456 року в «Актах гродських і земських». Однойменне село, розташоване на лівому березі Дністра (за 1,5 км від берега Дністра), датується 1456 і 1424 роками. Визначити, котре з сіл є давнішим, складно, бо за даними археологів, люди селилися на Придністров'ї з часів палеоліту, причому найперше освоювали землі в долинах річок, а вже згодом — на відкритих полях і луках.
У письмових джерелах 17-19 ст. назву села писали: Chmielowa, Chmielewa, Хмѣлева, Хмелева. Мешканці обох згаданих сіл відносно один одного використовують також топонім «Хмелівка». Тут, напевно, відіграє роль топонімічний фактор применшення жителями кожного зі сіл важливості однойменного населеного пункту.
Як і решта покутян, хмелевчани вели натуральне сільське господарство. Із ремесел розвивалося ткацтво, були поширені писанкарство та вишивка. Місцеві селяни їздили на ярмарки до Чернелиці та Золотого Потоку.
Найтрагічнішими сторінками історії Покуття були татарсько-турецькі напади 15-17 ст. Дотепер у Хмелеві зберігся переказ про селянина, який потрапив у полон і повернувся до рідної хати лише через 30 років.
У часи Хмельниччини запорозькі козаки переправлялися через Дністер Козацьким бродом біля Хмелеви (1648 року вони взяли штурмом замок у Городенці, а 1657-го — взяли в облогу Раковецький замок).
За даними історика В.Грабовецького, у козацькому реєстрі 17 ст. були прізвища Давимука та Мелимука, дуже поширені тепер у Хмелевій та Чернелиці. Можливо, вихідці з цих сіл служили у козацькому війську або ж хтось із козаків оселився на Дністрі. У Хмелеві дотепер збереглись три «козацькі» могили з кам'яними хрестами. Під час будівельних робіт селянин Давимука Іван Гнатович знайшов на своєму подвір'ї останки двох людей, при яких були шабля, металева люлька, два перстені, сережки, намисто. Це могли бути козаки.

### XVII—XIX століття
У Хмелеві зі 17 століття діяла греко-католицька парафія. Історичних даних про старий храм не збереглося. За переказом, він був дерев'яний, покритий ґонтом, привезеним із Гуцульщини. Можливо, він стояв поряд або на місці сучасної церкви Покрови Пресвятої Богородиці (Покрови Пресвятої Діви Марії). Теперішній храм збудовали 1859 року. За розповідями старожилів, церкву будували кілька років із місцевого каменю. На горищі храму знайдено дерев'яний хрест з написом «1821». Ця знахідка є певним підтвердженням, що храм у селі існував до 1859.
При церкві діяла початкова парафіяльна школа («дяківка»).
Відомий науковець і священик Яків Головацький з 1846 року проживав у лівобережній Хмелеві. Збираючи місцевий фольклор, він бував у Хмелеві Покутській. У сусідньому селі Свершківці поховані два його сини, померлі 1847 року. У Хмелеві Городенківській багато жителів мають подібне прізвище — Головецький.
У Хмелеві на вулиці Незалежності зберігся кам'яний хрест, встановлений з нагоди скасування (знесення) панщини 1848 року.
На високій лівобережній горі навпроти села видніється кількаметровий хрест. Його встановили на місці давнього язичницького святилища. Місцеві мешканці здавна відвідували це місце, вважаючи його святим. І в наші дні, коли довго нема дощу чи є інша потреба, селяни Хмелеви (Горішньої) зі священиком ідуть сюди з хресним ходом і проводять богослужіння.
У Хмелеві з 2-ї половини XIX ст. діяли читальня «Просвіти» та філія товариства «Рідна школа». Хмелівчани створили аматорський драматичний гурток, проводили вечорниці. Також у Хмелеві діяли невеликі спортивні гуртки, які свої тренування та змагання проводили на великому піщаному острові вище села, на крутих схилах каньйону і на річці Дністер.

### Від початку Першої до початку Другої світової війни
З початком Першої світової війни у 1914 Хмелева та її околиці стали ареною боїв російської й австро-угорської армій. На берегах Дністра було вирито багатокілометрові окопи, збудовано залізобетонні доти, 4 з яких досі збереглися на околиці села. Внаслідок воєнних дій багато хат у селі було поруйновано та спалено.
Навесні 1915 року (під час австро-угорського наступу) в село вступила австро-угорська рота, частина її солдатів розквартирувалась у селянських хатах. У пам'ять тих подій одна з вулиць Хмелеви до тепер має місцеву назву Цісарська.
Декілька хмелівчан вступили у легіон Українських Січових Стрільців. Деякі січовики загинули на фронті, інші повернулись в рідне село, дехто прийшов додому інвалідом.
У 1922 зусиллями громади збудовано нове приміщення початкової школи. Навчання проводилось польською мовою, хоча основну більшість населення села становили українці.
Після 1925 молодь місцевого товариства «Луг» проводила культурно-мистецькі заходи і «Лугові свята» спільно з молоддю містечка Чернелиця та сусідніх сіл.
У Хмелевій в 1920—1930 рр. тривало активне життя української громади, зокрема діяло товариство «Сільський господар». Жінки та дівчата об'єднались у спілку «Союз українок», яка організовувала курси крою та шиття одягу, вишивання, писанкарства, кулінарії. Хмелівчанки щомісяця влаштовували концерти, вечорниці. Особливо популярними були «Свято матері», великодні гаївки, Свято Урожаю. Під час польових робіт жінки організовували дитячий садок.
Молодь Хмелеви створила театрально-драматичний гурток (понад 30 членів). Ставили переважно п'єси українських класиків: «Назар Стодоля» Т.Шевченка, «Наталка-Полтавка» І.Котляревського, «Украдене щастя» І.Франка, «Безталанна» І.Карпенка-Карого тощо.
1925 — на Городенківщині утворили відділення УНДО. До цієї партії вступили декілька мешканців Хмелеви.
У 2-й половині 1930-х — на поч. 1940-х рр. понад два десятки хмелівчан вступило до ОУН.
Основним видом діяльності хмелівчан у 1920—1930 рр. залишалося сільське господарство. У цей час з'явилися механічні молотарки та січкарні. Мололи зерно жорнами або їздили через Дністер до млина на хуторі Стрипа або до Чернелиці.
Великий панський господарський двір на полі «Рідке» був зруйнований у роки Першої світової війни, відтак двір пана Стригавки стояв на Лугах. Багато місцевих селян працювало в пана в наймах. Власницею хмелівських земель у 1930 рр. була також поміщиця Петровичка з Чернелиці.
Великий піщаний острів вище села належав селянам. На ньому вирощували тютюн. Тепер тут громадське пасовище. На березі висохлої річечки Сага ростуть старезні верби, вік яких — понад 300 років.
Кількість жителів Хмелеви, за даними 1925 року, становила 570 греко-католиків (тепер менше 300 жителів), діяло церковне братство. У селі було декілька польських і єврейських сімей. Сільську громаду очолював війт. Він стежив за громадськими роботами (ремонт доріг, мостів) і порядком у селі. За словами старожилів, у селі було чисто й охайно, побілені вапном були навіть кам'яні мури біля селянських хатинок. Добрими війтами Хмелеви були Григорій Лаврів і Микита Давимука.
У 1935–1936 для переправи через Дністер збудовано пором. Він працював без мотора і рухався за допомогою сили річкової води. На пором одночасно могло поміститись 3-4 підводи з кіньми. У вересні 1939 декілька днів ним переправлялись через Дністер радянські війська (солдати, підводи, автомашини, гармати), які прийшли в Галичину. Пором у 1941 був пошкоджений великою повінню й остаточно зруйнований у наступні (воєнні) роки. Збереглися лише залишки кам'яного муру та пристані. Згодом основним засобом переправи через річку був дерев'яний човен.

### Від початку Другої світової до колективізації
Згідно з німецько-радянським договором і таємним протоколом до «пакту Ріббентропа—Молотова», Європу було поділено на сфери впливу Німеччини і Радянського Союзу. У вересні 1939 року війська Третього Рейху вторглися у Польщу. А 17 вересня Червона армія, перейшовши кордон на Збручі, почала «визволяти Західну Україну від польського поневолення». Протягом 600 років українці прагнули возз'єднання всіх своїх земель у єдину українську державу. Але радість деякої частини галичан з нагоди приходу «братів зі Сходу», швидко змінилася розчаруванням. Нова влада заборонила діяльність українських партій і громадських організацій, почались репресії проти населення.
У Хмелеві закрили читальню «Просвіти», молодіжне товариство «Луг» і драмгурток. Книги сільської читальні, заховані селянами у лісі (на схилі гори Причіва), знайшли НКВДисти та спалили їх. Могилу Українських січових стрільців та воїнів УГА комуністи зруйнували. Селян агітували та примушували записуватись у колгосп. Але ці процеси були перервана 22 червня 1941 початком німецько-радянської війни. Городенківщина, зокрема Хмелева, з липня 1941 була окупована угорським військом. Невдовзі прийшли німці.
30 червня 1941 року у Львові, окупованім німцями, ОУН під проводом Степана Бандери та Українські Національні Збори урочисто проголосили Акт відновлення Української Держави. Головою Українського Державного Правління (згодом Української Національної Ради) був призначений Ярослав Стецько. Але нацистська Німеччина сприймала Галичину і всю Україну як свою колонію. Степан Бандера, Ярослав Стецько та інші керівники ОУН були арештовані і відправлені в німецький концтабір Заксенгаузен.
Після фактичного скасування німцями Акту відновлення Української Держави, проголошеного 30 червня 1941 у Львові, нова окупаційна влада утворила «дистрикт Галичина» у складі Генеральної губернії. Було введено т. зв. «новий порядок» з тотальним контролем, реквізиціями та репресіями проти населення. Було встановлено примусову здачу континґенту (зерна, м'яса, молока та інших продуктів). Без дозволу німецької влади заборонялось справляти весілля, молоти в млині чи колоти свиню.
Кількох хмелівських юнаків і дівчат насильно вивезли на працю до Німеччини. ОУН, яка активізувала свою діяльність, намагалась перешкодити вивезенню молоді. Юнаки і чоловіки відмовлялись служити у місцевій поліції, працювати на примусових громадських роботах. Вони йшли у придністровські ліси воювати проти німецько-угорських окупантів.
У 1942—1943 розгорнувся рух опору — Українська Народна Самооборона, згодом формувалася Українська Повстанська Армія. У грудні 1943 загони місцевої народної самооборони об'єдналися у військову групу «УПА-Захід» під командою полковника В.Сидора. Головним Командиром УПА став генерал Роман Шухевич (родом з села Тишківці на Городенківщині).
У 1944 Червона армія вибила німців із Хмелеви. Жорстокі бої в околицях села призвели до загибелі мирних жителів і зруйнування багатьох сільських хат. Комуністична влада відновила свій репресивний режим. Багатьох хмелівчан примусово мобілізували у Червону армію, інші пішли в підпілля.
У цей час у придністровських лісах від Незвиська до Заліщиків діяли сотні УПА «Дністер», «Сірі вовки», «Хмеля», «Скуби» й інші. Крім повстанських сотень, на теренах Покуття діяли численні спецбоївки (теренові, СБ ОУН, охоронні), Самооборонні Кущові Відділи, станиці.
Великі бої загонів УПА проти винищувальних батальйонів МГБ («стрибків») і внутрішніх військ відбулися біля сіл Корнів і Репужинці Чернелицького району, у лісах біля гирла Стрипа. Основна діяльність ОУН-УПА у повоєнний період була спрямована на зрив радянізації краю та колективізації селянських господарств.
У Хмелеві діяв районовий провід ОУН, очолюваний Іваном Захаріївим (псевдо «Мирон»). Багато хмелевчан загинули в лавах УПА (див. розділ «Персоналії»).
ОУН/УПА мали велику підтримку серед місцевих жителів, які допомагали продуктами, одягом, переховували їх під час облав. За розповідями старожилів села, у 1944 на дводенний постій у Хмелеву прибуло дві сотні повстанців. У невеликій Хмелеві й околицях було 10 криївок (бункерів). Деякі з них мали по три приміщення. В одній із криївок певний час діяв лазарет (шпиталь) для поранених воїнів УПА. Багатьох симпатиків ОУН більшовики вбили чи вивезли у спецтабори Сибіру.
Окремі боївки УПА діяли на Подністров'ї ще в 1951–1956. До січня 1957 протрималися у лісових криївках і придністровських селах підпільники ОУН Чернелицького району. У лютому того ж року в Станіславові відбувся закритий суд над групою оунівців. Один із них був засуджений до розстрілу, інші — засуджені на терміни від 10 до 25 років концтаборів. Лише деякі з них після заслання повернулись додому.
Внаслідок злиденного існування та комуністичних репресій населення Хмелеви значно зменшилось порівняно з довоєнним часом. Майже 30 чоловіків, примусово забраних у Червону армію, не повернулися з війни. Більше двох десятків загинули, воюючи у лавах ОУН -УПА чи внаслідок репресій з боку каральних органів сталінського тоталітарного режиму. Декілька жителів села у роки війни та після неї емігрували на Захід.

### Від 1949 року і дотепер
1949 — як і по всій Західній Україні, в Хмелеві почалася насильницька колективізація. У селі утворили колгосп імені Богдана Хмельницького, згодом його приєднали до колгоспу імені В.Чапаєва (Чернелиця). Почалось будівництво господарських споруд. Сільгосптехніки на початку 1950-х років майже не було, більшість робіт колгоспники виконували вручну за «трудодні». Виїхати на роботу в місто без спеціального дозволу та паспорта, якого селянам не видавали, було неможливо.
Певні позитивні зміни у житті хмелевчан відбулися на межі 1950-1960-х років. Село електрифікували, проведено водопровід, 1961 року збудовано приміщення клубу (зусиллями місцевих жителів), відкрили бібліотеку та медпункт. В селі діяла початкова школа (4 класи), а діти 5-10 класів ходили за 7 км — в Чернелицьку середню школу.
Водночас за «антирадянську діяльність» були заарештовані Іван Давимука та Іван Пастух. Відбувши термін ув'язнення, вони повернулись у село.
На початку 1960-х років Храм Покрови Пресвятої Богородиці був закритий. Хмелівчани ходили на богослужіння до чернелицького храму, який став належати до Руської православної церкви, адже Українська греко-католицька церква з 1946 року була заборонена сталінським режимом. Прояви релігійності та святкування Різдва Христового, Великодня, Покрови переслідувались радянською владою. Дітям і молоді забороняли ходити до храму, на різдвяну коляду та гаївки біля церкви. Місцевий священик Юрій Мелимука був заарештований, але після заслання повернувся до Чернелиці.
У тогочасній Хмелевій діяли хор, дівочий вокальний ансамбль, аматорський драмгурток. У селі були свої весільні музиканти. Встановили пам'ятник односельцям, загиблим на фронтах Другої світової війни та солдатам Червоної армії, які відновлювали тут у 1944 владу СРСР.
1969 — внаслідок тривалих злив Дністер вийшов із берегів. Майже два десятки сільських хатин були підтоплені. Велика повінь затопила городи і сади хмелівчан.
1970—1980 роки — значна частина сільської молоді виїхала до міст, не бажаючи гнути спину на колгоспних плантаціях тютюну, буряка, картоплі чи працювати на фермах за невелику зарплату. За мінімальні кошти чи безоплатно до цих робіт залучали школярів, навіть у навчальний період.
Влітку 1990 в Хмелеві (як і в решті населених пунктів Галичини) встановили національний прапор. Акт проголошення незалежності України 1991 хмелівчани підтримали на грудневому референдумі стовідсотковим «так». Власними зусиллями та коштами вони відремонтували храм, збудували каплицю, встановили хрест на полі Рідке.
2008 — внаслідок великої повені Дністер підтопив декілька садиб, було знищено фруктові дерева й угіддя селян.
Школа не працює з 14.09.2016.
Під теперішню пору при сільському клубі діють хор, жіночий вокальний ансамбль, чоловічий квартет. Улюбленим рукоділлям жінок є вишивання рушників, серветок, подушок.
Молодь села навчається у вищих і середньо-спеціальних навчальних закладах Івано-Франківська, Львова, Чернівців, інших міст.
Розташоване у мальовничому Дністровському каньйоні, село поступово стає осередком сільського зеленого туризму. Щороку дедалі більше туристів, сплавляючись на рафтах, катамаранах, плотах, байдарках по Дністру, відвідує Хмелеву.

## Населення

### Мова
Розподіл населення за рідною мовою за даними перепису 2001 року:
| Мова       | Кількість | Відсоток |
| ---------- | --------- | -------- |
| українська | 298       | 99.67%   |
| російська  | 1         | 0.33%    |
| Усього     | 299       | 100%     |

## Відомі люди
- Випасняк Онуфрій Никифорович — член ОУН.
- Давимука Варвара Микитівна (псевдо «Калина») — станична ОУН, мешкає тепер у Хмелеві.
- Давимука Йосип Васильович — член ОУН.
- Захаріїв Іван Степанович  (підпільні псевдоніми «Мазепа», «Мирон») — у міжвоєнний час очолював у селі «Просвіту». Під час війни — районовий провідник Чернелицького райпроводу ОУН, у 1944—1946 — повітовий господарчий референт ОУН; у 1946-1948 — районовий провідник ОУН Снятинського району, у 1948 — жовтні 1949 — районовий провідник Городенківського району, одночасно з серпня 1949 референт пропаганди Городенківського надрайонного проводу ОУН. Загинув 24 жовтня у бою проти загону МГБ разом з трьома бойовими побратимами у с. Серафинці.
- Кловатий Петро Якимович — член ОУН.
- Лаврів Іван Григорович («Карпо») — бойовик райбоївки СБ ОУН. Загинув 19 листопада 1945 в рідному селі.
- Лаврів Петро Григорович («Тарас») — Господарчий референт Чернелицького райпроводу ОУН. Загинув 8 лютого 1946 у селі Вільхівці
- Оленкевич Іван Петрович (《Стріла》) — кущовий провідник ОУН. 31 березня 1950, щоби не здатися живим МГБістам, застрелився останнім патроном у бункері.
- Стасюк Микола Ількович — зв'язковий ОУН, загинув 16-річним у криївці (1945).
- Харук Василь Юркович (псевдо «Вихор») — стрілець боївки ОУН, кущовий провідник ОУН, загинув 21 листопада 1951 у криївці)
- Харук Іван Захарієвич — член ОУН.